# Sidral Mundet
Sidral Mundet es una marca mexicana de refresco carbonatado de sabor manzana, producida por un sistema mexicano de Coca-Cola y distribuida en los Estados Unidos por la compañía Novamex, la cual también distribuye Jarritos y Sangría Señorial. Pertenece a la compañía Coca-Cola, aunque inicialmente empezó como su propia empresa en 1902.

## Historia
El catalán Arturo Mundet había comenzado su aventura mexicana en 1902 con una manufactura de corcho que se iría ampliando y se convertiría en la empresa Artículos Mundet para Embotelladoras, S. A. La siguiente ampliación pasaría entonces a una marca propia de bebidas. El Sidral Mundet tenía que ser una especie de sidra-champán pero, para solucionar el problema de la inestabilidad por fermentación, se le aplicó un proceso de pasteurización que mantenía sus cualidades iniciales y la hacía una dulce bebida refrescante.
Al principio, el concentrado de manzana era importado de Canadá. El producto era distribuido al valle de México con carretas tiradas por mulas.
En 1936, ya se fabricaban 120 botellas por minuto en tres líneas automáticas. En los años 50, las líneas eran nueve y la producción, de 600.000 botellas diarias.
En 1970 se construyó la nueva fábrica Jugos de Frutas Mundet y se dejó de importar el concentrado. En 1971 se ofrecieron franquicias que extendieron la producción a todo el territorio mexicano.
En 1988, desembarcó en el mercado internacional americano: en Estados Unidos, donde tuvo gran éxito en la numerosa colonia mexicana que ya la conocía, y en otros países de América Central y del Sur. 
En noviembre de 2002, Coca-Cola compró la embotelladora Mundet.
El año 2010 se hizo una campaña publicitaria celebrando el centenario de la marca.

## Variedades
Sidral Mundet está disponible en 10 sabores, manzana roja, manzana verde, manzana-durazno, pera, ciruela, fresa-kiwi,   mandarina,  chabacano,  sangria y durazno (prisco).